# Măceșu de Sus
Măceșu de Sus è un comune della Romania di 1484 abitanti, ubicato nel distretto di Dolj, nella regione storica dell'Oltenia.